# Liste britischer Hoflieferanten

Wappen IM Königin Elisabeth II., das die Hoflieferanten in England, Wales und Nordirland zeigen dürfen

Wappen IM Königin Elisabeth II., wie es in Schottland erscheint

Wappen von Philip Mountbatten, Duke of Edinburgh

Heraldische Plakette des Prince of Wales

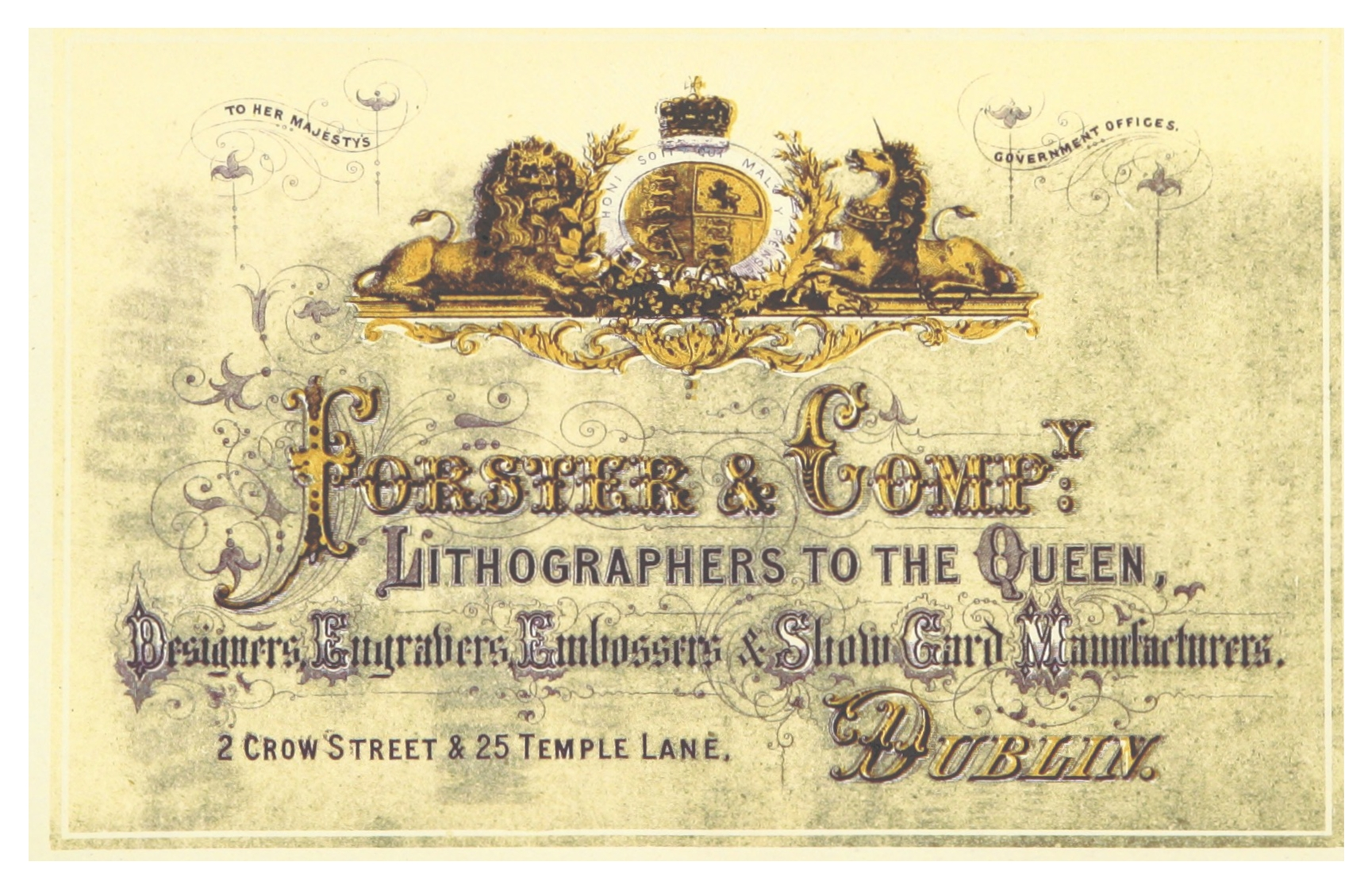
Diplom eines Hoflieferanten (1871)

Im Vereinigten Königreich nennt sich das privilegierte System der Hoflieferanten „Royal Warrant“. Es ist eine Art Zulieferungsbefugnis, die von Mitgliedern des Königshofes erteilt wird. In Großbritannien vergeben die drei ältesten Mitglieder des Königshauses diese Auszeichnung. Königin Elisabeth II. vergab den Hoflieferantentitel in ihrer Funktion als britische Monarchin. Des Weiteren verlieh ihr verstorbener Mann, der Duke of Edinburgh, sowie beider Sohn, der unmittelbare Thronfolger Charles, Prince of Wales, dieses Lieferantenprädikat. Die Königinmutter Elizabeth (1900–2002) vergab für ihre Lieferanten ebenfalls diesen Titel, welcher jedoch 2007, fünf Jahre nach ihrem Tod, für alle erlosch.

## Königliche Hoflieferanten (Royal Warrant Holder)
| Firma / Marke                             | Produkt / Branche                              |
| ----------------------------------------- | ---------------------------------------------- |
| Aboyne & Ballater                         | Floristik                                      |
| Alden & Blackwell                         | Bücher                                         |
| Anderson & Sheppard                       | Schneider                                      |
| A & F Pears Ltd                           | Seife                                          |
| Aquascutum                                | Kleidung                                       |
| A Nash                                    | Besen                                          |
| AkzoNobel                                 | Farbe                                          |
| Aston Martin                              | Sportwagen                                     |
| Asprey                                    | Juwelier, Gold- und Silberschmied              |
| Autoglym                                  | Automobilprodukte                              |
| Air Partner                               | Flugcharterunternehmen                         |
| J. Barbour & Sons Ltd                     | Outdoor-Kleidung                               |
| Barker                                    | Kutschen und Automobile.                       |
| Clegg                                     | Knöpfe                                         |
| Bentley                                   | Kraftfahrzeuge                                 |
| Berry Bros. & Rudd Ltd.                   | Wein- und Spirituosenhändler                   |
| Bollinger S.A.                            | Champagner                                     |
| Boots The Chemist                         | Apotheker                                      |
| British Gas Services                      | Gaslampen und Beleuchtung                      |
| Britvic Soft Drinks                       | Obstsäfte                                      |
| Bronnley                                  | Seife                                          |
| BT Group                                  | Kommunikation, Breitband                       |
| Burberry                                  | Bekleidung                                     |
| Calders and Grandidge                     | Holzzäune                                      |
| Car Phone Company Ltd                     | Mobiltelefone                                  |
| Cartier                                   | Juwelier                                       |
| Carr’s                                    | Cracker                                        |
| Cadbury plc                               | Getränke                                       |
| Castrol                                   | Fahrzeugschmierstoffe                          |
| Charbonnel et Walker                      | Schokolade                                     |
| Charles Frodsham and Co                   | Uhren                                          |
| Chivas Regal                              | Scotch Whisky                                  |
| Cobb of Knightsbridge                     | Fleisch                                        |
| Colmans of Norwich                        | Senf                                           |
| Cope & Timmins                            | Messingwaren                                   |
| Corney & Barrow                           | Wein- und Spirituosenhändler                   |
| Coventry Scaffolding                      | Gerüstbauer                                    |
| D. R. Harris & Co. Ltd.                   | Parfümerie, Drogerie & Apotheke                |
| D Bumsted & Co, Royal British Table Salt  | Salz                                           |
| Dacrylate Paints Limited                  | Farbe                                          |
| Daks                                      | Bekleidung                                     |
| Darvilles of Windsor                      | Tee                                            |
| Ede & Ravenscroft                         | Schneider                                      |
| Fairfax Meadow Farm                       | Wurst- und Fleischwarenproduzent               |
| Floris of London                          | Parfümerie                                     |
| William Forster, Dublin                   | Lithographische Erzeugnisse                    |
| Ford Motor Company                        | Kraftfahrzeuge                                 |
| Fortnum & Mason                           | Kaufhaus                                       |
| Frank Smythson                            | Büromaterial                                   |
| Gallyon & Sons                            | Büchsenmacher                                  |
| Garrard & Co                              | Juwelen und Silber                             |
| Gieves & Hawkes                           | Schneider                                      |
| Hatchards                                 | Bücher                                         |
| Hare & Humphreys                          | Innenausstattung                               |
| Harvey Nichols                            | Bekleidungshaus                                |
| Henry Newbery                             | Kunsthandwerk                                  |
| CH Haygarth & Sons                        | Büchsenmacher                                  |
| Hayter                                    | Rasenmäher                                     |
| Hazlitt Gooden & Fox                      | Kunstgewerbe                                   |
| Holland & Holland                         | Büchsenmacher                                  |
| Holt Renfrew                              | Kürschner                                      |
| House of Angostura                        | Magenbitter                                    |
| Howgate Dairy Foods                       | Milch- und Käseproduzent                       |
| H.J. Heinz Company                        | speziell die HP Sauce                          |
| Hypnos                                    | Betten                                         |
| Jaguar Land Rover                         | Fahrzeugbauer                                  |
| James Baxter & Son                        | Krebse und Schalentiere                        |
| James Cocker & Sons                       | Rosen                                          |
| Jenners                                   | Möbel                                          |
| John Broadwood and Sons                   | Klaviere                                       |
| John Lobb                                 | Schuh- und Stiefelmacher                       |
| Johnson Brothers                          | Geschirr                                       |
| John Smedley                              | Strickwaren                                    |
| John Walker & Sons                        | Scotch Whisky                                  |
| Karl Ludwig Couture von Karl-Ludwig Rehse | Privatschneider der Königin                    |
| Kent & Sons                               | Haarbürsten                                    |
| Kinloch Anderson                          | Kiltmacher                                     |
| Kimberly-Clark                            | Hygieneartikel                                 |
| Champagne Lanson                          | Champagner                                     |
| Laphroaig                                 | Single-Malt-Whisky                             |
| Latitude Cartography Ltd                  | Kartographische Produkte                       |
| Launer London Ltd.                        | Handtaschen und Lederwaren                     |
| Lea & Perrins                             | Würzsauscen – speziell die Worcestershiresauce |
| Linn Products                             | (Hi-Fi-)Systeme                                |
| Lochnagar                                 | Single Malt Whisky-Brenner                     |
| Lock & Co.                                | Hutmacher                                      |
| Champagne Louis Roederer                  | Champagner                                     |
| Maggs Bros Ltd                            | antiquarische Bücher                           |
| Mansour                                   | antike Teppiche                                |
| Malvern                                   | Tafelwasser                                    |
| Martini & Rossi                           | Wermut                                         |
| Musto                                     | Seglerbekleidung                               |
| Partridges                                | Lebensmittel                                   |
| Paxton & Whitfield                        | Käsehersteller                                 |
| Penhaligon’s                              | Parfüm und Rasierwasser                        |
| Petersfield Book Shop                     | Bilderrahmen                                   |
| Plowden & Smith                           | Restaurierungen                                |
| Pol Roger                                 | Champagner                                     |
| Price’s Patent Candles Ltd                | Kerzen                                         |
| Pringle of Scotland                       | Traditionsbekleidung aus Schottland            |
| Prestat                                   | Schokolade                                     |
| R E Tricker                               | Schuhe                                         |
| R G Hardie & Company                      | Dudelsäcke                                     |
| Roberts Radio                             | Radios                                         |
| Robertson’s                               | Marmelade                                      |
| Samsung                                   | Unterhaltungselektronik                        |
| Sandeman                                  | Sherry                                         |
| Selfridges                                | Kaufhaus                                       |
| Shires Equestrian Products                | Reitsportartikel                               |
| Spode                                     | Porzellan                                      |
| Stanley Gibbons                           | Briefmarken                                    |
| Steinway & Sons                           | Klavierbauer                                   |
| Stewart Parvin                            | Damenmode                                      |
| Strongbow Cider                           | Apfelschaumwein                                |
| Suttons Seeds                             | Zwiebeln und Saat                              |
| Simmons Bedding                           | Matratzen                                      |
| Tate & Lyle                               | Zuckersirup                                    |
| Tanqueray Gordon & Co Limited             | Gin-Destilleure                                |
| Tom Smith Group                           | Weihnachts-Knallbonbons                        |
| Truefitt & Hill                           | Parfümerie & Friseur                           |
| Turnbull & Asser Ltd.                     | Maßhemdenmacher                                |
| Twinings                                  | Tee und Kaffee                                 |
| Rachel Trevor-Morgan                      | Hutmacherin                                    |
| Valvona & Crolla, Edinburgh               | Käse                                           |
| Veuve Clicquot Ponsardin                  | Champagner                                     |
| Waitrose                                  | Supermarktkette                                |
| Weetabix                                  | Frühstückscerealien                            |
| Wilkin & Sons                             | Marmelade und Konfitüre                        |
| William Crawford & Sons                   | Kekse                                          |
| William Sanderson & Son                   | Spirituosen                                    |
| Windsorian Coaches                        | Mietwagen                                      |
| Wensum Company Limited                    | Livreen und Maßanzüge                          |
| Wolsey                                    | Kleidung                                       |
| Yardley of London                         | Parfüm und Seifen                              |